# SMART-S雷達
SMART-S雷達，為泰勒斯荷蘭分公司（原荷蘭信號公司，Hollandse Signaalapparaten）生產的被動電子掃瞄陣列雷達（PESA），SMART-S雷達的功能包括對空搜索、目標追蹤、支援防空武器射控來對抗反艦飛彈等，量產後大量外銷多國，是西方國家建造的海軍艦艇普遍使用雷達之一。

## 歷史
1981年，荷蘭國防部宣布發展多波束目標獲得/追蹤雷達（英語：Signal Multibeam Acquisition Radar for Targeting，SMART），研發作業持續到1985年。首先完成的SMART-S安裝在當時規劃中的卡雷爾·道爾曼級巡防艦，日後陸續發展出G/H波段的MW08、D（L）波段的SMART-L雷達等

## 設計與規格

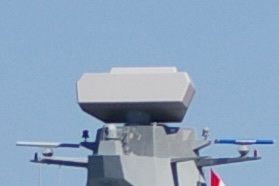
阿布薩隆級支援艦桅杆頂部的SMART-S雷達

SMART系列基本上為波束堆積（Stack Beam）體制，天線發射單一扇形波束並在垂直軸向掃描，接收機則分成多道筆狀波束，以一定夾角排列；但因相鄰的接收波束會有部分的重疊區域，因此當目標出現在此重疊區時，系統就會比對兩個接收波束的訊號差異（相位、振幅等），進而判定精確的目標角度。

### SMART-S規格
- 天線系統： 
  - 波束數：12
  - 波束寬度： 
    - 水平：2°
    - 垂直涵蓋範圍：0–70°

  - 波段：E/F波段 （以前S波段）
  - 每分鐘轉速（rpm）：
    - 監視模式：13,5
    - 防禦模式：27

  - 整合敵我識別系統
- 對空最大偵測範圍：250（130海里）
- 最大偵測範圍：
  - 匿蹤飛彈：50（27海里）
  - 飛機：200（110海里）
- 範圍精度：< 20米（66英尺）
- 最大追蹤目標數量：
  - 對海+對空：500

## 型號
- SMART-S
- SMART-S Mk2

## 資料來源
1. 1 2 3 4
2. ↑  . Deagel.com. Deagel.   [19 January 2022]. （原始内容存档于2024-05-23）.
3. 1 2 3 4 5 6 7 8
4. ↑  .   [12 April 2018]. （原始内容存档于2016-01-11）.

## 外部連結
- SMART系列多波束目標獲得/追蹤雷達（页面存档备份，存于）